# 조지 비번

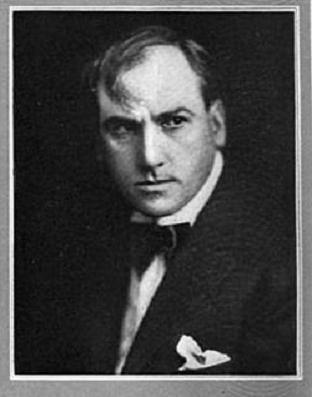

조지 비번(George Beban, 1873년 12월 13일 ~ 1928년 10월 5일)은 미국의 배우, 연극 배우, 영화배우, 영화 감독이다.
샌프란시스코에서 태어났으며 로스앤젤레스에서 사망하였다.

## 영화
- 폰 오브 페이트 (1916년)